# Wushu

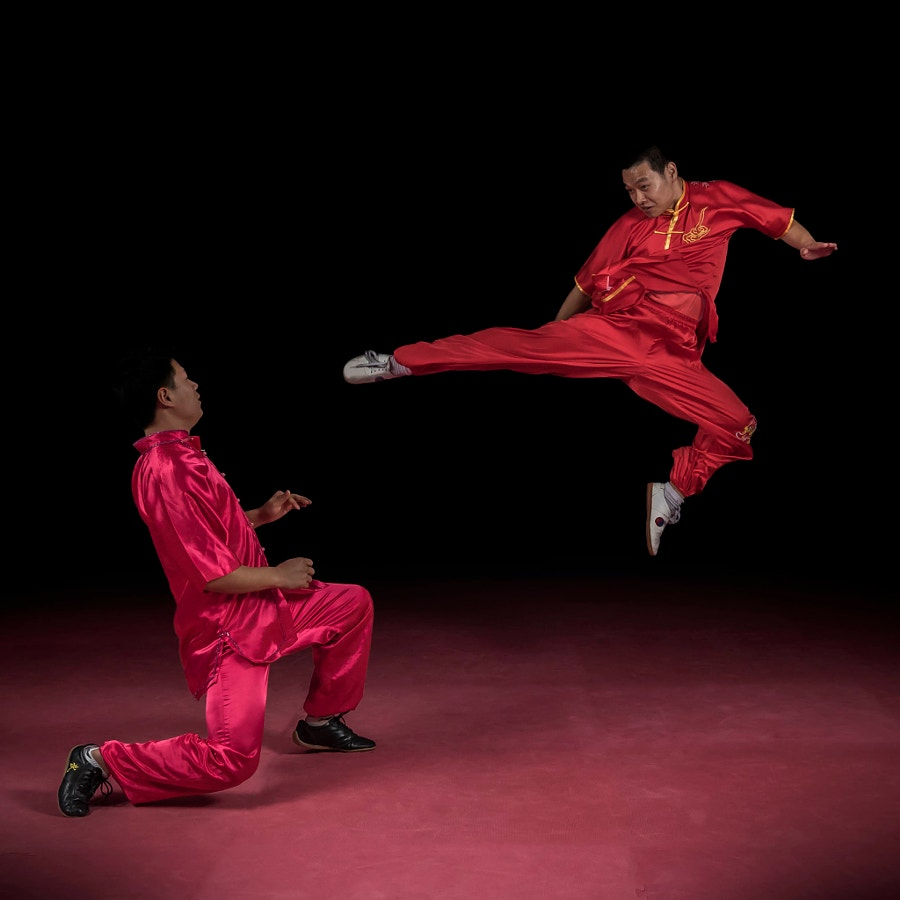
Hang och Tony Xue, två utövare av kinesisk kampsport

Wushu (武术) är kinesiska för kampkonst. Wu betyder "krig" och shu betyder "konst". Den uppstod under Zhoudynastin (1046–256 f.Kr.) och har påverkats av konfucianismen och daoismen.
Wushu, även av många i framför allt västvärlden kallat kung fu, har kommit att bli synonymt för kinesisk kampkonst. Det är också vanligt att det delas upp i två kategorier traditionell wushu och modern wushu. Med traditionell wushu syftas då på äldre kinesiska stilar för kampkonst och självförsvar som till exempel hung gar, wing chun eller Bajiquan, medan modern wushu betecknar mer tävlingsinriktade idrottsgrenar för rutiner, taolu, eller fri sparring, sanshou.
Syd Shaolin Wuzuquan är en sydlig variant av Wushu. Denna gren av är populär i Fujian-provinsen och i länder, dit människor från Fujian emigrerat. Militärattachén Kūsankū, som fick avgörande inflytande på den tidiga utvecklingen av karaten på Okinawa, var en företrädare för denna skola. 
En skicklig utövare av wushu i dag är den kinesiska skådespelaren Jet Li.

## Wushu i Sverige
I Sverige administreras Wushu formellt av Svenska Kung fu & Wushuförbundet. Utöver SM anordnas även årligen den internationella tävlingen Nordic Open Wushu Championships i Stockholm där utövare från Europa deltar. 2024 anordnades europeiska mästerskapen i Sverige där 399 wushu-utövare deltog från 29 länder.